# Ryszard Grzesik
Ryszard Grzesik (1964) è uno storico polacco medievalista e professore ordinario presso l'Istituto di slavistica dell'Accademia delle scienze polacca.
Specializzato in storia medievale slava e ungherese, ha dedicato particolare attenzione alle cronache ungheresi. Nel 1988 si è laureato in storia presso l'Università Adam Mickiewicz di Poznań. Ha conseguito il dottorato di ricerca nel 1995, ottenendo l'abilitazione all'insegnamento universitario nel 2004 e il titolo di professore nel 2016.
È presidente del Consiglio scientifico dell'Istituto di slavistica dell'Accademia delle scienze polacca, mentre in precedenza aveva ricoperto la carica di vicepresidente. È inoltre a capo del Dipartimento di Storia di questo Istituto. Tra le diverse organizzazioni di cui fa parte si segnalano la Società degli Amici delle Scienze di Poznań, la Commissione per gli Studi Balcanici della Sede di Poznań dell'Accademia delle Scienze polacca, il Consiglio Scientifico dell'Istituto Slavo dell'Accademia delle Scienze polacca, la Società di Cronaca Medievale, la Commissione Slava della Sede di Poznań dell'Accademia delle Scienze polacca e la Società Scientifica Polacco-Ceca.

## Opere
- Kronika węgiersko-polska. Z dziejów polsko-węgierskich kontaktów kulturalnych w średniowieczu (1999)
- Polska Piastów i Węgry Arpadów we wzajemnej opinii (do 1320 roku) (2001)
- Hungaria, Slavia, Europa Centralis: studia z dziejów kultury środkowoeuropejskiej we wczesnym średniowieczu (2014)